# Ляк Олександр Аркадійович
Олександр Аркадійович Ляк (1876 — пом. ?) — радянський діяч, революціонер, партійний робітник, секретар Уральського відділення Сибірського бюро ЦК РКП(б), заступник народного комісара робітничо-селянської інспекції Української СРР. Член Центральної Контрольної Комісії КП(б)У в квітні 1923 — травні 1924 р. Член ВУЦВК.

## Біографія
Член РСДРП з 1899 року. Вів активну революційну діяльність, декілька раз арештовувався російською поліцією.
Учасник революційних подій 1905—1907 років. У 1906 році був засуджений, відбув дев'ять місяців ув'язнення у тюремній фортеці Кірсан.
Після Лютневої революції 1917 року — на партійній роботі в місті Пермі. Активний учасник Жовтневого перевороту в Пермі. З травня 1918 до січня 1919 року — голова Пермського загальноміського комітету РКП(б), потім — голова Заїмського комітету РКП(б).
З лютого до літа 1919 року — член, секретар Уральського відділення Урало-Сибірського (Сибірського) бюро ЦК РКП(б). З липня 1919 року — член Пермського міського комітету РКП(б). Працював завідувачем агітаційно-пропагандистського відділу Пермського губернського комітету РКП(б). У травні 1920 року на 5-й Пермській губернській конференції був обраний до складу Пермського губернського комітету РКП(б).
На 1923—1924 роки — заступник народного комісара робітничо-селянської інспекції (РСІ) Української СРР.
Потім — на відповідальній партійній, радянській та господарській роботі. У 1936 році працював керуючим Всесоюзного тресту із спеціальних обробних робіт «Союзспецбуду» Народного комісаріату важкої промисловості СРСР.